# Riesenkraken (Mythologie)

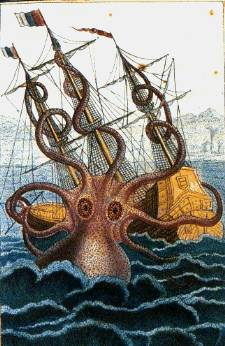
Ein Riesenkrake attackiert ein Schiff. Aquarellierte Zeichnung vom Malakologen Pierre Denys de Montfort von 1801, nach Beschreibungen französischer Seeleute, die vor den Küsten Angolas angegriffen wurden.

Gigantische, aggressive Kopffüßer, in der deutschen Umgangssprache Riesenkraken (häufig auch nur, wie englisch kraken Kraken) genannt, welche angeblich Schiffe und Menschen angreifen und in die Tiefe ziehen, sind unabhängig von Zeit, Kultur und Kontinent ein fester Bestandteil vieler Mythologien. Diese Legenden gehören in den Bereich des Seemannsgarns. Die Wissenschaft hat mit dem Riesenkalmar ein Tier entdeckt und beschrieben, das möglicherweise ein Vorbild dieser mythischen Kreaturen gewesen sein könnte.

## Berichte und Geschichten
Das Seeungeheuer „Kraken“ gehörte seit Jahrhunderten zur nordischen Mythologie. In der im 12. Jahrhundert verfassten Sverris saga über König Sverre Sigurdsson ist er eines der Monster, denen der Protagonist begegnet. Er war ein kolossales Geschöpf, groß wie eine Insel, das Schiffe versenken konnte. Oft wurde der Kraken mit anderen mythischen Seemonstern gleichgesetzt, darunter etwa dem biblischen Leviathan. Ursprünglich mehrere Kilometer lang, schrumpfte seine Größe im Lauf der Jahrhunderte zu immer noch gewaltigen, schiffeversenkenden Ausmaßen. Er zieht die Schiffe entweder mit seinen Armen in die Tiefe oder erzeugt dazu einen Malstrom.
Obwohl ein menschenfressendes Ungeheuer, wurde auch Gutes von ihm berichtet: Der Kraken würde von einer großen Schule von Fischen begleitet, die kühnen Seeleuten reichen Fang verhieß. Nach Erik Pontoppidan, in seinem Werk Versuch einer natürlichen Historie von Norwegen (1752), war der Kraken 2,5 Kilometer lang, Berichte von schwimmenden Inseln im Meer würden sich in Wirklichkeit auf ihn beziehen. Sogar der Begründer der modernen wissenschaftlichen Taxonomie, Carl von Linné, nahm ihn in die erste Auflage seines Werks Systema Naturae unter dem Namen Microcosmus marinus auf, entfernte ihn aber, als mythologische Kreatur, selbst aus den späteren Auflagen.
Dichterisch wurde das Untier etwa in dem berühmten Gedicht The Kraken des englischen Dichters Alfred Tennyson verewigt. Er tritt auch in dem Abenteuerroman 20.000 Meilen unter dem Meer des französischen Schriftstellers Jules Verne auf.
Auch in den Piratenfilmen Pirates of the Caribbean: Dead Man’s Chest und Pirates of the Caribbean – Am Ende der Welt tritt ein gigantischer Kraken auf.

## Zoologische Vorbilder
Vorbild der Legende könnten die tiefseebewohnenden Riesenkalmare sein, die mit ihren Saugnäpfen Narben auf der Haut von Pottwalen hinterlassen und eine beträchtliche Größe erreichen. In allen Zeiten wurden tote Exemplare an Küsten entdeckt.